# 조게역
조게역(일본어: 上下駅)은 일본 히로시마현 후추시에 위치한 서일본 여객철도 후쿠엔 선의 철도역이다. 상대식 승강장 2면 2선의 구조를 갖춘 지상역이다.

## 타는 곳
| 1 | ■ 후쿠엔 선 | 상행 | 후추 · 후쿠야마 방면   |
| 2 | ■ 후쿠엔 선 | 하행 | 시오마치 · 미요시 방면 |

## 역 주변
- 후추 시 조게 지소
- 국도 제432호선
- 후추 시립 후추키타 시민 병원

## 역사
- 1935년 11월 15일 : 국유철도 후쿠엔키타 선이 기사 역까지 연장해, 그 종착역으로 개업.
- 1938년 7월 28일 : 이 역부터 후쿠엔미나미 선 후추마치 역까지 개업해 도중역으로 전환. 이것을 기해서 전체개통했던 후쿠야마 역 - 시오마치 역 간이 후쿠엔 선으로 되어, 이 역도 그 소속으로 함.
- 1987년 4월 1일 : 일본국유철도 분할 민영화에 의해, 서일본 여객철도가 승계.

## 인접 역
| 후쿠엔 선              | 후쿠엔 선   | 후쿠엔 선                   |
| ---------------------- | ----------- | --------------------------- |
| 빈고야노 후쿠야마 방면 | ■ 후쿠엔 선 | 고누 시오마치 · 미요시 방면 |